# Bukowy Garb
Bukowy Garb – zalesiony szczyt na terenie Pogórza Dynowskiego o wysokości 428 m n.p.m. Jego południowo-zachodnie stoki opadają ku dolinie potoku Kamionka i leżącej tam wsi Średnia.

## Szlaki turystyczne
- Przemyśl – Łętownia – Bukowy Garb – Patryja – Bachórz